# Миништинский сельсовет
Миништинский сельсове́т — упразднённая в 2008 году административно-территориальная единица и сельское поселение (тип муниципального образования) в составе Дюртюлинского района. Почтовый индекс — 452318. Код ОКАТО — 80224819000. Объединён с сельским поселением Маядыковский сельсовет.

## География, природа
река Белая.

## Состав сельсовета
село Миништы — административный центр, село Ярмино, деревни Атачево, Баргызбаш, Покровка, Успеновка. В 1981 году упразднена д. Абзай (Кулево) согласно Указу Президиума ВС Башкирской АССР от 12.12.1986 N 6-2/396 «Об исключении из учетных данных некоторых населенных пунктов»

## История
Закон Республики Башкортостан от 19.11.2008 N 49-з «Об изменениях в административно-территориальном устройстве Республики Башкортостан в связи с объединением отдельных сельсоветов и передачей населённых пунктов», ст.1 п. 20) а) гласил:

 "Внести следующие изменения в административно-территориальное устройство Республики Башкортостан:
 по Дюртюлинскому району:

 объединить Маядыковский и Миништинский сельсоветы с сохранением наименования «Маядыковский» с административным центром в селе Маядык.
Включить сёла Миништы, Ярмино, деревню Атачево, Баргызбаш, Покровка, Успеновка Миништинского сельсовета в состав Маядыковского сельсовета.

Утвердить границы Маядыковского сельсовета согласно представленной схематической карте.

Исключить из учётных данных Миништинский сельсовет

## Географическое положение
На 2008 год граничил с Бураевским районом, с муниципальными образованиями: Ангасяковский сельсовет, Маядыковский сельсовет, Новокангышевский сельсовет, («Закон Республики Башкортостан от 17.12.2004 N 126-з (ред. от 19.11.2008) „О границах, статусе и административных центрах муниципальных образований в Республике Башкортостан“»).